# Topolivka
Topolivka (en (ucraïnès): Тополівка, rus: Тополевка) és un poble de la República Autònoma de Crimea, a Ucraïna, que el 2014 tenia 222 habitants. Pertany al districte de Bilogorsk.